# Budynek Urzędu Wojewódzkiego we Wrocławiu
Budynek Dolnośląskiego Urzędu Wojewódzkiego we Wrocławiu – budynek położony przy placu Powstańców Warszawy 1, budowany w latach 1939–1945 jako Regierungspräsidium, odbudowany i otynkowany po wojnie. Projektantem był Felix Bräuler, który wykorzystał bryłę Alexandra Müllera i Ferdinanda Schmidta. Fasada kojarzyła się z Nową Kancelarią Rzeszy w Berlinie.

## Opis architektoniczny
Budowę budynku planowano już w roku 1935. Pierwszy raz znalazł się na oficjalnych planach zagospodarowania przestrzennego w roku 1938.
Układ budowli opiera się na czterech skrzydłach tworzących zamknięty czworobok oraz dwóch dodatkowych wydzielających trzy dziedzińce. Północne i południowe skrzydła, charakteryzują się łukowatymi elewacjami, otwierającymi się na rzekę i plac. Trzykondygnacyjna, ceglana konstrukcja została osadzona na kamiennym cokole i przykryta wielospadowym dachem. Wnętrza zorganizowano wokół centralnego korytarza, a fasadę frontową wyróżniał monumentalny portyk wsparty na kolumnach wielkiego porządku. Podział elewacji, ukształtowanie okien oraz dachów budynku wskazują wpływy klasycyzmu fryderycjańskiego.

## Budynek w mediach
Duża część filmu Morderca zostawia ślad dzieje się wokół i we wnętrzu budynku Urzędu.